# 山前村 (栃木県芳賀郡)
山前村（やまざきむら）は栃木県芳賀郡に属していた村である。

## 地理
現在の真岡市、旧真岡市の東部に位置する。
- 河川：小貝川、五行川

## 歴史

### 村域の変遷
- 1889年（明治22年）4月1日 町村制施行により、小林村、東大島村、東沼村、西沼村、島村、八条村、鶴田村、西田井村、根本村、青谷村、須釜村、君島村、道祖土村、南高岡村が合併し芳賀郡山前村が成立する。
- 1954年（昭和29年）3月31日 - 山前村は真岡町、大内村、中村とともに合併し真岡町が発足。山前村は消滅。

変遷表
| 1868年 以前 | 1868年 以前 | 明治7年 | 明治12年 | 明治22年 4月1日 | 昭和29年 | 昭和29年 | 現在   |
| 1868年 以前 | 1868年 以前 | 明治7年 | 明治12年 | 明治22年 4月1日 | 3月31日  | 10月1日  | 現在   |
| ----------- | ----------- | ------- | -------- | --------------- | -------- | -------- | ------ |
|             | 小林村      | 小林村  | 小林村   | 山前村          | 真岡町   | 市制     | 真岡市 |
|             | 沖杉新田    | 小林村  | 小林村   | 山前村          | 真岡町   | 市制     | 真岡市 |
|             | 高岡村      | 高岡村  | 南高岡村 | 山前村          | 真岡町   | 市制     | 真岡市 |
|             | 島村        |         |          | 山前村          | 真岡町   | 市制     | 真岡市 |
|             | 大島村      | 大島村  | 東大島村 | 山前村          | 真岡町   | 市制     | 真岡市 |
|             | 須釜村      |         |          | 山前村          | 真岡町   | 市制     | 真岡市 |
|             | 道祖土村    |         |          | 山前村          | 真岡町   | 市制     | 真岡市 |
|             | 君島村      |         |          | 山前村          | 真岡町   | 市制     | 真岡市 |
|             | 青谷村      |         |          | 山前村          | 真岡町   | 市制     | 真岡市 |
|             | 八條村      |         |          | 山前村          | 真岡町   | 市制     | 真岡市 |
|             | 西田井村    |         |          | 山前村          | 真岡町   | 市制     | 真岡市 |
|             | 鶴田村      |         |          | 山前村          | 真岡町   | 市制     | 真岡市 |
|             | 東沼村      |         |          | 山前村          | 真岡町   | 市制     | 真岡市 |
|             | 西沼村      |         |          | 山前村          | 真岡町   | 市制     | 真岡市 |
|             | 根本村      |         |          | 山前村          | 真岡町   | 市制     | 真岡市 |

## 大字
- 小林（こばやし）
- 南高岡（みなみたかおか）
- 島（しま）
- 東大島（ひがしおおしま）
- 須釜（すがま）
- 道祖土（さやど）
- 君島（きみじま）
- 青谷（あおや）
- 八條（はちじょう）
- 西田井（にしだい）
- 鶴田（つるた）
- 東沼（ひがしぬま）
- 西沼（にしぬま）
- 根本（ねもと）

## 人口・世帯

### 人口
総数 [単位： 人]
| 1891年（明治24年） | 5,120  |
| 1920年（大正 9年） | 6,768  |
| 1935年（昭和10年） | 7,855  |
| 1950年（昭和25年） | 10,947 |

### 世帯
総数 [単位： 世帯]
| 1920年（大正 9年） | 1,219 |
| 1935年（昭和10年） | 1,332 |
| 1950年（昭和25年） | 1,753 |

## 交通

### 鉄道
- 日本国有鉄道（ → 東日本旅客鉄道 → 真岡鐵道）
  - ■真岡線
    - 西田井駅